# 15129 Sparks
15129 Sparks è un asteroide della fascia principale. Scoperto nel 2000, presenta un'orbita caratterizzata da un semiasse maggiore pari a 2,3927875 UA e da un'eccentricità di 0,2069649, inclinata di 4,63416° rispetto all'eclittica.